# VK Ozolnieki
Poliurs Ozolnieki – łotewski klub siatkarski z Ozolnieki. Od sezonu 2005/2006 klub występuje w lidze krajów bałtyckich - Schenker League.
Do sezonu 2010/2011 tytularnym sponsorem klubu była firma Biolar.

## Sukcesy
- Mistrzostwa Łotwy:
  -  1. miejsce (6x): 1978, 1980, 2000, 2002, 2004, 2010
  -  2. miejsce (8x): 2001, 2003, 2005, 2011, 2012, 2013, 2016, 2017
  -  3. miejsce (5x): 2006, 2007, 2008, 2009, 2014
- Schenker League:
  -  1. miejsce (1x): 2006
  -  3. miejsce (2x): 2011, 2016
- Puchar Łotwy:
  -  1. miejsce (3x): 2007, 2010, 2011

## Skład w sezonie 2010/2011
| Nr | Imię i nazwisko   | Data ur. | Wzrost | Pozycja      |
| -- | ----------------- | -------- | ------ | ------------ |
| 1  | Mārtiņš Pļaviņš   | 1985     | 190    | przyjmujący  |
| 2  | Ivo Baranovskis   | 1976     | 181    | rozgrywający |
| 4  | Aivars Siļutins   | 1984     | 195    | przyjmujący  |
| 5  | Valērijs Lomakins | 1984     | 198    | przyjmujący  |
| 6  | Didzis Sloka      | 1978     | 173    | libero       |
| 7  | Gatis Balodis     | 1983     | 198    | przyjmujący  |
| 8  | Raimonds Vilmanis | 1978     | 197    | przyjmujący  |
| 9  | Kristaps Balodis  | 1992     | 180    | rozgrywający |
| 10 | Artis Danieks     | 1987     | 178    | uniwersalny  |
| 11 | Kārlis Volodins   | 1987     | 194    | przyjmujący  |
| 15 | Aivis Āboliņš     | 1989     | 190    | przyjmujący  |
|    | Uģis Puķītis      | 1987     | 180    | libero       |